# 西寺坡站
西寺坡站是一个京沪线上的铁路车站，位于安徽省宿州市埇桥区大泽乡镇西寺坡村，建于1910年，目前为四等站，邮政编码为234114。目前客运：办理旅客乘降；行李、包裹托运；货运：办理整车货物发到；不办理整车爆炸品及整车一级氧化剂发到。
八五计划重点项目淮北矿务局桃园煤矿，由西寺坡车站修一煤炭专用支线通往桃园矿区。